# Giovanni Bracco

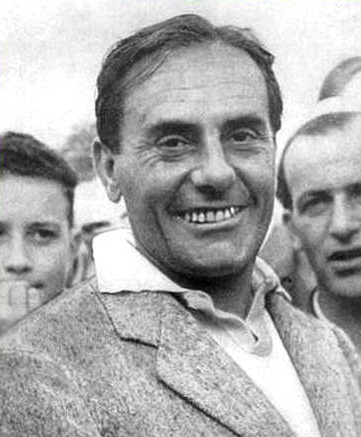
Giovanni Bracco 1950

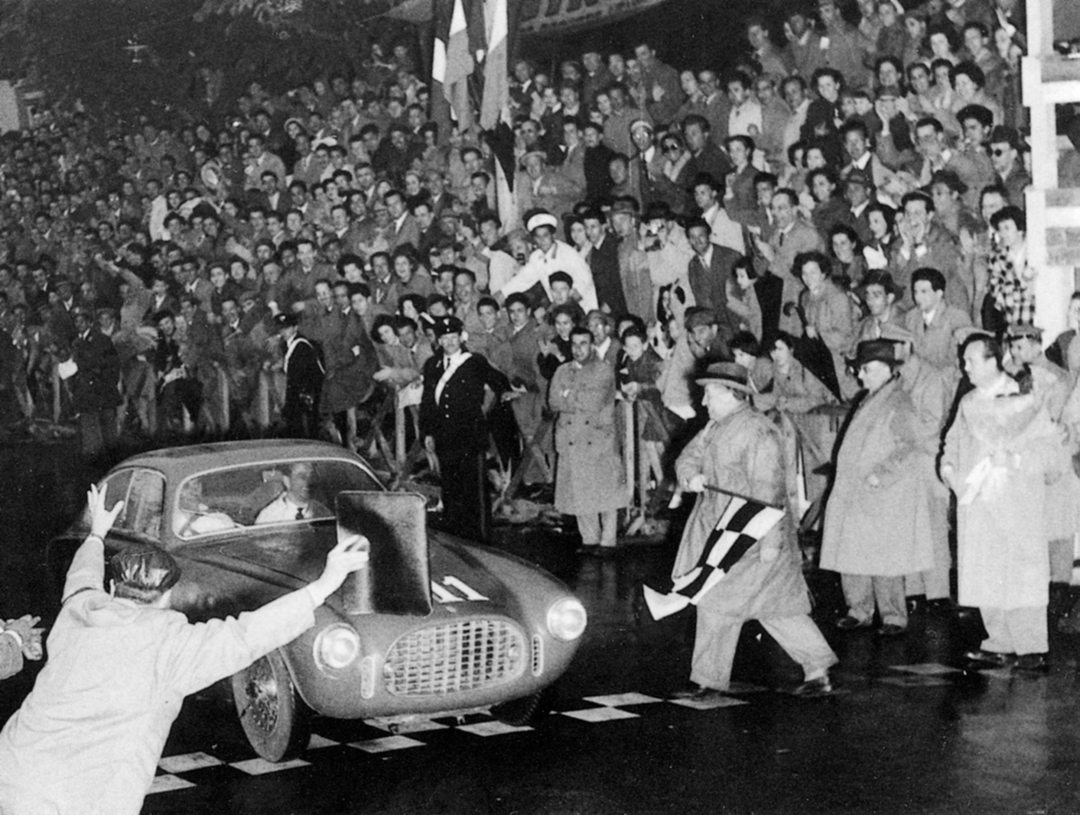
Zielankunft bei der Mille Miglia 1952

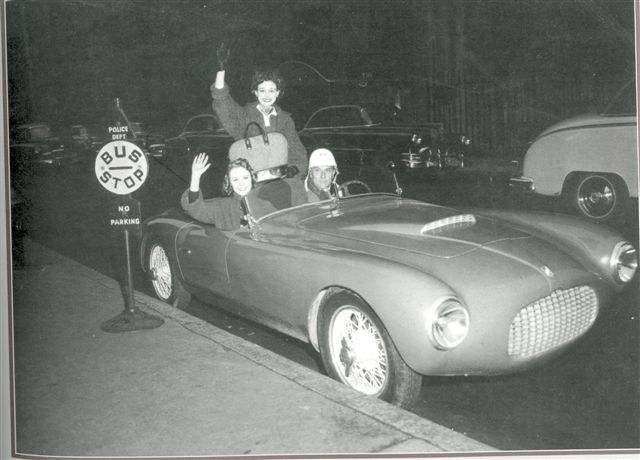
Giovanni Bracco am Steuer eines Bandini 1100 Sport 1950 in New York

Giovanni Bracco (* 6. Juni 1908 in Biella; † 6. August 1968 ebenda) war ein italienischer Automobilrennfahrer.

## Karriere
Giovanni Bracco war bereits vor dem Zweiten Weltkrieg im Tourenwagensport aktiv. In Italien war er einer der schnellsten Piloten auf der Lancia Aprilia. Auch seinen Ruf als einer der besten Bergfahrer seiner Epoche festigte er bereits vor dem Krieg.
1947 bestritt er seine erste Mille Miglia und wurde gemeinsam mit Renato Balestrero mit einem Fiat 1100 S Berlinetta Neunter in der Gesamtwertung. Im September 1947 kam es zur Katastrophe, als Bracco bei einem Rennmeeting in Modena die Kontrolle über seinen Delage verlor und in die Zuschauer raste. Fünf Menschen wurden getötet und viele verletzt. Drei Jahre zog sich Bracco daraufhin fast vollständig vom Rennsport zurück. Er versuchte zwar 1948 bei einem Rennen in Pescara ein Comeback, aber die Zuschauermassen, die wie immer knapp an der Rennstrecke standen, schreckten ihn ab. Er gab das Rennen nach nur zwei Runden auf und übergab das Steuer an Alberto Ascari. Die kurz zuvor ausgefahrene Coppa d’Oro delle Dolomiti gewann er jedoch.
1950 begann er wieder regelmäßig Autorennen zu fahren. Bei der Mille Miglia wurde er mit Umberto Maglioli als Partner Vierter auf einem Ferrari 166MM. Ein Jahr später wurde er bei diesem Rennen nach einer spektakulären Fahrt Zweiter auf einer Lancia Aurelia, geschlagen nur von Luigi Villoresi im Ferrari 340 America. 1951 bestritt er auch sein einziges 24-Stunden-Rennen von Le Mans. Er wurde Zwölfter in der Gesamtwertung und gewann die Klasse für Tourenwagen bis 2 Liter. 
Durch seine hervorragende Fahrt aus dem Vorjahr auf ihn aufmerksam geworden, gab ihm Enzo Ferrari für die Mille Miglia 1952 einen Werks-Ferrari 250S. Das Rennen wurde zum großen Duell der Scuderia mit den wiedererstarkten deutschen Rennteams. Mit dabei waren Porsche, mit Rennleiter Huschke von Hanstein und Mercedes-Benz, geführt von Alfred Neubauer. Mercedes brachte den neuen 300SL an den Start. Als Fahrer waren neben Karl Kling die beiden Vorkriegsstars der Silberpfeile, Rudolf Caracciola und Hermann Lang am Start. Auch die Engländer fehlten nicht. Stirling Moss steuerte den mit Scheibenbremsen bestückten Jaguar C-Type. Für die Scuderia gingen neben Bracco (laut Augenzeugen hatte der trinkfreudige Kettenraucher eine Flasche Cognac in einer Spezialhalterung im Auto und rauchte während der Fahrt vier Schachteln Chesterfield), die Brüder Marzotto, Piero Taruffi und Eugenio Castellotti ins Rennen. Bracco führte in Ravenna mit fünf Minuten Vorsprung auf Kling, der bei der Wende in Rom die Führung übernahm. Taruffi kämpfte sich mit dem schweren 340 America Spider durchs Feld, lag in Siena an der Spitze, ehe er in Castellina di Chianti mit einem gebrochenen Kreuzgelenk an der Antriebswelle aufgeben musste. Enzo Ferrari setzte nun alles auf Bracco, der alle Unterstützung bekam. Nach einer halsbrecherischen Fahrt überholte er noch Kling und siegte in seinem 250 Sport mit einem Vorsprung von vier Minuten. In ganz Italien herrschte Jubelstimmung. Giovanni Bracco war der neue Volksheld. Er gewann 1952 auch die Coppa Acerbo und ging gemeinsam mit Alberto Ascari als Favorit in die Carrera Panamericana.
Nach der ersten Etappe führte aber der Franzose Jean Behra auf einem Gordini vor Bracco und Karl Kling. Auf der zweiten Etappe hatte Behra einen Unfall und Bracco übernahm die Führung. Vor dem Start zur dritten Etappe kam es zu einem Akt großer Sportlichkeit. Bracco ließ über den Journalisten Günther Molter einer verblüfften Mercedes-Mannschaft ausrichten, dass es keinen Sinn mehr habe schnell zu fahren, da sein Wagen unter großen technischen Problemen litt und er bald ausfallen würde. Tatsächlich ging wenige Kilometer nach Beginn der letzten Etappe die Kraftübertragung des Ferrari defekt und der Sieg ging an Mercedes. 
Seine Karriere endete nach einem schweren Unfall bei der Targa Florio 1954. Er fuhr zwar noch einige Rennen mit privat eingesetzten Ferraris, erholte sich aber vom Unfall nie wieder richtig.

## Privates
Bracco war ein Paradebeispiel des Herrenfahrers der 1950er-Jahre. Der Kettenraucher rauchte bis zu drei Packungen Zigaretten täglich. Der Lebemann, dem viele Affären mit schönen Frauen nachgesagt wurden, und Gourmet war ein ständiger Gast in den Klatschspalten der italienischen Medien.

## Statistik

### Le-Mans-Ergebnisse
| Jahr | Team                | Fahrzeug              | Teamkollege     | Platzierung             | Ausfallgrund |
| ---- | ------------------- | --------------------- | --------------- | ----------------------- | ------------ |
| 1951 | Scuderia Ambrosiana | Lancia Aurelia B20 GT | Giovanni Lurani | Rang 12 und Klassensieg |              |

### Einzelergebnisse in der Sportwagen-Weltmeisterschaft
| Saison | Team                    | Rennwagen                           | 1   | 2   | 3   | 4   | 5   | 6   | 7   |
| ------ | ----------------------- | ----------------------------------- | --- | --- | --- | --- | --- | --- | --- |
| 1953   | Scuderia Ferrari Lancia | Ferrari 250MM Lancia D20 Lancia D23 | SEB | MIM | LEM | SPA | NÜR | RTT | CAP |
| 1953   | Scuderia Ferrari Lancia | Ferrari 250MM Lancia D20 Lancia D23 |     | DNF |     |     | DNF |     | DNF |
| 1954   | Hotel del Prado         | Ferrari 750 Monza                   | BUA | SEB | MIM | LEM | RTT | CAP |     |
| 1954   | Hotel del Prado         | Ferrari 750 Monza                   |     |     | DNF |     |     |     |     |
| 1955   | Maserati                | Maserati 200S                       | BUA | SEB | MIM | LEM | RTT | TAR |     |
| 1955   | Maserati                | Maserati 200S                       |     |     | DNF |     |     |     |     |
| 1956   |                         | Porsche 550                         | BUA | SEB | MIM | NÜR | KRI |     |     |
| 1956   |                         | Porsche 550                         | DNF |     |     |     |     |     |     |